# Senillé
Senillé foi uma comuna francesa na região administrativa da Nova Aquitânia, no departamento de Vienne. Estendia-se por uma área de 17,94 km². Em 2010 a comuna tinha 701 habitantes (densidade: 39,1 hab./km²).
Em 1 de janeiro de 2016, passou a fazer parte da nova comuna de Senillé-Saint-Sauveur.